# Album al numero uno della classifica FIMI nel 2019
La presente lista elenca gli album che hanno raggiunto la prima posizione nella classifica settimanale italiana Album, stilata durante il 2019 dalla Federazione Industria Musicale Italiana, in collaborazione con la GfK Retail and Technology Italia.
| Settimana    | Settimana    | Album                        | Artista           | Settimane consecutive | Settimane totali | Fonte  |
| Inizio       | Fine         | Album                        | Artista           | Settimane consecutive | Settimane totali | Fonte  |
| ------------ | ------------ | ---------------------------- | ----------------- | --------------------- | ---------------- | ------ |
| 28 dicembre  | 3 gennaio    | Playlist                     | Salmo             | 4                     | 6                | [ 1 ]  |
| 4 gennaio    | 10 gennaio   | Playlist                     | Salmo             | 4                     | 6                | [ 2 ]  |
| 11 gennaio   | 17 gennaio   | Playlist                     | Salmo             | 4                     | 6                | [ 3 ]  |
| 18 gennaio   | 24 gennaio   | Playlist                     | Salmo             | 4                     | 6                | [ 4 ]  |
| 25 gennaio   | 31 gennaio   | Paranoia Airlines            | Fedez             | 2                     | 2                | [ 5 ]  |
| 1º febbraio  | 7 febbraio   | Paranoia Airlines            | Fedez             | 2                     | 2                | [ 6 ]  |
| 8 febbraio   | 14 febbraio  | Giovani per sempre           | Irama             | 1                     | 1                | [ 7 ]  |
| 15 febbraio  | 21 febbraio  | Peter Pan                    | Ultimo            | 1                     | 1                | [ 8 ]  |
| 22 febbraio  | 28 febbraio  | Gioventù bruciata            | Mahmood           | 1                     | 1                | [ 9 ]  |
| 1º marzo     | 7 marzo      | Re Mida                      | Lazza             | 1                     | 1                | [ 10 ] |
| 8 marzo      | 14 marzo     | Start                        | Luciano Ligabue   | 2                     | 2                | [ 11 ] |
| 15 marzo     | 21 marzo     | Start                        | Luciano Ligabue   | 2                     | 2                | [ 12 ] |
| 22 marzo     | 28 marzo     | Dove gli occhi non arrivano  | Rkomi             | 1                     | 1                | [ 13 ] |
| 29 marzo     | 4 aprile     | È sempre bello               | Coez              | 1                     | 1                | [ 14 ] |
| 5 aprile     | 11 aprile    | Colpa delle favole           | Ultimo            | 5                     | 5                | [ 15 ] |
| 12 aprile    | 18 aprile    | Colpa delle favole           | Ultimo            | 5                     | 5                | [ 16 ] |
| 19 aprile    | 25 aprile    | Colpa delle favole           | Ultimo            | 5                     | 5                | [ 17 ] |
| 26 aprile    | 2 maggio     | Colpa delle favole           | Ultimo            | 5                     | 5                | [ 18 ] |
| 3 maggio     | 9 maggio     | Colpa delle favole           | Ultimo            | 5                     | 5                | [ 19 ] |
| 10 maggio    | 16 maggio    | Aletheia                     | Izi               | 2                     | 2                | [ 20 ] |
| 17 maggio    | 23 maggio    | Aletheia                     | Izi               | 2                     | 2                | [ 21 ] |
| 24 maggio    | 30 maggio    | Solo                         | Alberto Urso      | 2                     | 2                | [ 22 ] |
| 31 maggio    | 6 giugno     | Solo                         | Alberto Urso      | 2                     | 2                | [ 23 ] |
| 7 giugno     | 13 giugno    | Jova Beach Party             | Jovanotti         | 1                     | 1                | [ 24 ] |
| 14 giugno    | 20 giugno    | Western Stars                | Bruce Springsteen | 2                     | 2                | [ 25 ] |
| 21 giugno    | 27 giugno    | Western Stars                | Bruce Springsteen | 2                     | 2                | [ 26 ] |
| 28 giugno    | 4 luglio     | Potere (Il giorno dopo)      | Luchè             | 1                     | 1                | [ 27 ] |
| 5 luglio     | 11 luglio    | Machete Mixtape 4            | AA.VV.            | 8                     | 8                | [ 28 ] |
| 11 luglio    | 19 luglio    | Machete Mixtape 4            | AA.VV.            | 8                     | 8                | [ 29 ] |
| 19 luglio    | 25 luglio    | Machete Mixtape 4            | AA.VV.            | 8                     | 8                | [ 30 ] |
| 26 luglio    | 1º agosto    | Machete Mixtape 4            | AA.VV.            | 8                     | 8                | [ 31 ] |
| 2 agosto     | 8 agosto     | Machete Mixtape 4            | AA.VV.            | 8                     | 8                | [ 32 ] |
| 9 agosto     | 15 agosto    | Machete Mixtape 4            | AA.VV.            | 8                     | 8                | [ 33 ] |
| 16 agosto    | 22 agosto    | Machete Mixtape 4            | AA.VV.            | 8                     | 8                | [ 34 ] |
| 23 agosto    | 29 agosto    | Machete Mixtape 4            | AA.VV.            | 8                     | 8                | [ 35 ] |
| 30 agosto    | 5 settembre  | Libertà                      | Rocco Hunt        | 1                     | 1                | [ 36 ] |
| 6 settembre  | 12 settembre | Ricercato                    | Junior Cally      | 1                     | 1                | [ 37 ] |
| 13 settembre | 19 settembre | Mattoni                      | The Night Skinny  | 1                     | 1                | [ 38 ] |
| 20 settembre | 26 settembre | Scatola nera                 | Gemitaiz & MadMan | 2                     | 2                | [ 39 ] |
| 27 settembre | 3 ottobre    | Scatola nera                 | Gemitaiz & MadMan | 2                     | 2                | [ 40 ] |
| 4 ottobre    | 10 ottobre   | Zero il folle                | Renato Zero       | 1                     | 1                | [ 41 ] |
| 11 ottobre   | 17 ottobre   | Voglio essere tua            | Giordana Angi     | 1                     | 1                | [ 42 ] |
| 18 ottobre   | 24 ottobre   | Good Vibes                   | Benji & Fede      | 1                     | 1                | [ 43 ] |
| 25 ottobre   | 31 ottobre   | Fortuna                      | Emma              | 1                     | 1                | [ 44 ] |
| 1º novembre  | 7 novembre   | Persona                      | Marracash         | 2                     | 2                | [ 45 ] |
| 8 novembre   | 14 novembre  | Persona                      | Marracash         | 2                     | 2                | [ 46 ] |
| 15 novembre  | 21 novembre  | 23 6451                      | Thasup            | 1                     | 3                | [ 47 ] |
| 22 novembre  | 28 novembre  | Accetto miracoli             | Tiziano Ferro     | 1                     | 3                | [ 48 ] |
| 29 novembre  | 5 dicembre   | Cremonini 2C2C - The Best Of | Cesare Cremonini  | 1                     | 1                | [ 49 ] |
| 6 dicembre   | 12 dicembre  | Vasco Nonstop Live           | Vasco Rossi       | 1                     | 1                | [ 50 ] |
| 13 dicembre  | 19 dicembre  | Accetto miracoli             | Tiziano Ferro     | 2                     | 3                | [ 51 ] |
| 20 dicembre  | 26 dicembre  | Accetto miracoli             | Tiziano Ferro     | 2                     | 3                | [ 52 ] |

Il disco che nel 2019 ha passato più tempo in vetta alla classifica di vendite è il mixtape Machete Mixtape 4, rimasto per 8 settimane consecutive.